# Špar
Špar (Diplodus annularis), pripada obitelji ljuskavki (Sparidae). Ima mnogo drugih imena od kojih su neki kolorep, baraj, češljić, šparac, bili špar, šparma, špijun, frankul, šparmić, barić, haluz, prstenac, kolorepi šarag i dr. Može narasti u dužinu do 22 cm i postići težinu od 0,37 kg. Boje je žućkasto do zelenkastosive koja postrance prelazi u srebrnastu. Na donjem dijelu tijela špar je bijelosrebrnaste boje. Oko korijena repne peraje ima karakterističnu crnu prstenatu mrlju. Obično živi u malim jatima i grupama. Nije osjetljiv na vrstu dna iznad koje se kreće, ali ipak mu posebno odgovaraju muljevita dna. Mrijesti se u ljetnim mjesecima, a ikra i ličinke su pelagične. Hrani se sitnom faunom beskralježnjaka.
Nalazimo ga uzduž čitave jadranske obale. Čest je u gotovo svim lukama. Brojniji je u sjevernom nego u južnom dijelu Jadrana. Možemo ga naći sve do 90 metara dubine, ali najveći dio obitava u plitkom moru. Osim Jadrana, špar je česta riba u Mediteranu i u istočnom Atlantiku.